# 익산군 갑
익산군 갑은 대한민국의 옛 국회의원 선거구이다. 당시 전라북도 익산군의 일부 지역을 관할했다.

## 역사
제헌 국회의원 선거를 앞두고 익산군의 일부 지역을 관할하는 선거구로 신설되었다. 신설 당시 익산군 오산면, 북일면, 황등면, 금마면, 왕궁면, 춘포면, 팔봉면, 삼기면을 관할했다.
제6대 국회의원 선거를 앞두고 이리시, 익산군 을 선거구와 통합되어 이리시·익산군 선거구를 이루게 됨에 따라 폐지되었다.

## 역대 국회의원
| 선거   | 정당 | 정당       | 의원   |
| ------ | ---- | ---------- | ------ |
| 1948년 |      | 대동청년단 | 백형남 |
| 1950년 |      | 민주국민당 | 소선규 |
| 1954년 |      | 민주국민당 | 소선규 |
| 1958년 |      | 자유당     | 김형섭 |
| 1960년 |      | 자유당     | 조규완 |

## 역대 선거 결과

### 대한민국 제헌 국회의원 선거
|  | 41.06% |

|  | 32.23% |

|  | 17.93% |

|  | 8.75% |

### 대한민국 제2대 국회의원 선거
|  | 21.95% |

|  | 20.22% |

|  | 14.19% |

|  | 11.04% |

|  | 9.52% |

|  | 9.48% |

|  | 4.08% |

|  | 2.85% |

|  | 2.36% |

|  | 1.93% |

|  | 1.19% |

|  | 1.12% |

### 대한민국 제3대 국회의원 선거
|  | 42.46% |

|  | 36.50% |

|  | 21.03% |

### 대한민국 제4대 국회의원 선거
|  | 53.12% |

|  | 46.87% |

### 대한민국 제5대 국회의원 선거
|  | 44.73% |

|  | 25.12% |

|  | 19.04% |

|  | 11.09% |